# Terrasson-Lavilledieu

Terrasson-Lavilledieu este o comună în departamentul Dordogne din sud-vestul Franței. În 2009 avea o populație de 6.222 de locuitori.

## Evoluția populației
| An        | 1975  | 1982  | 1990  | 1999  | 2006  | 2009  |
| --------- | ----- | ----- | ----- | ----- | ----- | ----- |
| Populație | 6.221 | 6.305 | 6.004 | 6.180 | 6.236 | 6.222 |